# سعيد بن تيمور
سعيد بن تيمور بن فيصل بن تركي بن سعيد بن سلطان بن أحمد بن سعيد البوسعيدي  (13 أغسطس 1910 - 19 أكتوبر 1972)، سلطان مسقط وعُمان (سلطنة عمان بعد ذلك) من 10 فبراير 1932 إلى 23 يوليو 1970 عندما عزل من الثالث عشر من عائلة آل بو سعيد. ترأس سنة 1929 مجلس الوزراء قبل أن يتولى أمور السلطنة في 10 فبراير 1932 خلفا لأبيه تيمور بن فيصل. توخى سياسة شديدة المحافظة والمعارضة لأي تحديث كما شهد عهده عزلة البلاد عن العالم الخارجي. شهدت فترة الخمسينات عدة مواجهات بين نظامه والإمام الإباضي غالب بن علي. في عام 1964 قام بوضع نجله قابوس تحت الإقامة الجبرية. وبعام 1965 اندلعت ثورة ظفار في الجنوب. وفي عام 1966 تعرض لمحاولة اغتيال قام بها الثوار الظفاريون. أطيح به في انقلاب قاده أنصار ابنه قابوس في 23 يوليو 1970 وخلع من الحكم ونصب قابوس سلطاناً، عاش بعدها في المنفى بلندن إلى أن توفي في 19 أكتوبر 1972. دفن في مقبرة بروكود.

## نسبه
هو السلطان سعيد بن تيمور بن فيصل بن تركي بن سعيد بن سلطان بن أحمد بن سعيد بن احمد بن محمد بن خلف بن سعيد بن مبارك آل بو سعيدي العتكي الأزدي بن المهلب بن أبي صفرة بن ظالم بن سارف بن صبح بن كنده بن عمرو بن وائل بن الحارث بن العتيك بن الأسد بن عمران بن عمرو بن عامر ماء السماء بن حارثة بن امرئ القيس بن ثعلبة بن مازن بن الغوث بن نبت بن مالك بن زيد بن كهلان بن سبأ بن يشجب بن يعرب بن قحطان بن هود بن عابر بن شالخ بن أرفخشذ بن سام بن نوح بن لامك بن متوشلخ بن أخنوخ بن مهلائيل بن قينان بن أنوش بن شيث بن آدم.
| المناصب السياسية   | المناصب السياسية       | المناصب السياسية   |
| ------------------ | ---------------------- | ------------------ |
| سبقه تيمور بن فيصل | سلطان عمان ‏(1970-1932) | تبعه قابوس بن سعيد |

## روابط خارجية
- سعيد بن تيمور على موقع الموسوعة البريطانية (الإنجليزية)
- سعيد بن تيمور على موقع مونزينجر (الألمانية)